# Policía de Investigaciones de Chile

Policía de Investigaciones de Chile

Policía de Investigaciones de Chile (PDI) este o poliție civile de Investigații a Chile. La data de 19 iunie 1933 se formează PDI.